# Copa da Liga Francesa de 2014–15
A Copa da Liga Francesa de 2014–15 foi a 21ª edição dessa competição francesa de futebol organizada pela LFP, iniciada em 12 de agosto de 2014, com seu término em 11 de abril de 2015.

## Participantes
| Competição | Equipes          | Equipes                | Equipes          | Equipes             |
| ---------- | ---------------- | ---------------------- | ---------------- | ------------------- |
| Ligue 1    | Bastia           | Bordeaux               | Caen             | Thonon Évian        |
| Ligue 1    | Guingamp         | Lens                   | Lille            | Lorient             |
| Ligue 1    | Lyon             | Olympique de Marseille | Metz             | Monaco              |
| Ligue 1    | Montpellier      | Nantes                 | Nice             | Paris Saint-Germain |
| Ligue 1    | Rennes           | Saint-Étienne          | Reims            | Toulouse            |
| Ligue 2    | AC Ajaccio       | Angers                 | Arles-Avignon    | Auxerre             |
| Ligue 2    | Chamois Niortais | Châteauroux            | Clermont Foot 63 | Créteil             |
| Ligue 2    | Créteil          | Dijon                  | Gazélec Ajaccio  | Laval               |
| Ligue 2    | Le Havre         | Nancy                  | Nîmes            | US Orléans          |
| Ligue 2    | Sochaux          | Tours                  | Troyes           | Valenciennes        |
| National   | CA Bastia        | Istres                 |                  |                     |

## Fases iniciais

### Primeira rodada
Em negrito os times classificados.
| Equipe 1      | Resultado       | Equipe 2     |
| ------------- | --------------- | ------------ |
| Valenciennes  | 1–3             | Troyes       |
| Tours         | 2–2 (PR) (2–4P) | Dijon        |
| Laval         | 2–0             | Sochaux      |
| Nancy         | 2–1             | Le Havre     |
| Arles-Avignon | 3–2             | Niort        |
| Clermont Foot | 1–0             | Istres       |
| Orléans       | 1–1 (PR) (2–3P) | Auxerre      |
| Angers        | 2–1             | Nimes        |
| Brest         | 1–1 (PR) (2–4P) | GFCO Ajaccio |
| CA Bastia     | 1–2             | Creteil      |

### Segunda rodada
Em negrito os times classificados.
| Equipe 1   | Resultado | Equipe 2      |
| ---------- | --------- | ------------- |
| Auxerre    | 3–0       | Nancy         |
| Chatearoux | 1–3       | Clermont Foot |
| Angers     | 1–2       | Arles-Avignon |
| Laval      | 1–0       | Dijon         |
| Creteil    | 2–1       | GFCO Ajaccio  |
| Troyes     | 1–4       | Ajaccio       |

## Fase final

### Fase de 16-avos
| Equipe 1     | Resultado     | Equipe 2               |
| ------------ | ------------- | ---------------------- |
| Thonon Évian | 1–2           | Lorient                |
| Reims        | 2–3 (pro)     | Arles-Avignon          |
| Montpellier  | 0–1           | AC Ajaccio             |
| Caen         | 4–3 (pro)     | Clermont Foot          |
| Nantes       | 4–0           | Laval                  |
| Lens         | 0–2           | Créteil                |
| Bastia       | 3–1           | Auxerre                |
| Toulouse     | 1–3           | Bordeaux               |
| Nice         | 3–3 (2–3 pen) | Metz                   |
| Rennes       | 2–1           | Olympique de Marseille |

### Oitavas de final
| Equipe 1      | Resultado     | Equipe 2            |
| ------------- | ------------- | ------------------- |
| Bastia        | 3–2 (pro)     | Caen                |
| Nantes        | 4–2 (pro)     | Metz                |
| Lorient       | 0–1           | Saint-Étienne       |
| Rennes        | 1–0           | Créteil             |
| AC Ajaccio    | 1–3           | Paris Saint-Germain |
| Arles-Avignon | 0–2           | Guingamp            |
| Lille         | 1–1 (6–5 pen) | Bordeaux            |
| Lyon          | 1–1 (4–5 pen) | Monaco              |

### Quartas de final
| Equipe 1      | Resultado | Equipe 2            |
| ------------- | --------- | ------------------- |
| Bastia        | 3–1       | Rennes              |
| Saint-Étienne | 0–1       | Paris Saint-Germain |
| Monaco        | 2–0       | Guingamp            |
| Lille         | 2–0       | Nantes              |

### Semifinais
| Equipe 1 | Resultado     | Equipe 2            |
| -------- | ------------- | ------------------- |
| Lille    | 0–1           | Paris Saint-Germain |
| Monaco   | 0–0 (6–7 pen) | Bastia              |

### Final
| 11 de abril de 2015 | Bastia | 0 – 4     | Paris Saint-Germain                            | Stade de France, Saint-Denis                |
| 21:00               |        | Relatório | Ibrahimović 21' (pen), 41' · Cavani 80', 90+2' | Público: 71 969 Árbitro: FRA Benoît Bastien |

## Premiação
| Copa da Liga Francesa de 2014–15        |
| França                                  |
| --------------------------------------- |
| PARIS SAINT-GERMAIN Campeão (5º título) |

## Artilheiros
Atualizado 28 de abril de 2017.
| Pos. | Jogador            | Equipe              | Gols |
| ---- | ------------------ | ------------------- | ---- |
| 1    | Edinson Cavani     | Paris Saint-Germain | 3    |
| 1    | Djibril Cissé      | Bastia              | 3    |
| 1    | Quentin Ngakoutou  | Arles-Avignon       | 3    |
| 1    | Zlatan Ibrahimović | Paris Saint-Germain | 3    |
| 1    | Julien Viale       | Auxerre             | 3    |